# Héctor Cubillos Peña
Héctor Cubillos Peña (Bogotá, Colombia, 17 de noviembre de 1949) es un obispo católico, profesor y teólogo colombiano.

## Biografía
Nació en la capital colombiana el día 17 de noviembre de 1949.
Realizó su formación de primaria y de bachillerato en el Seminario Menor de Bogotá y después hizo los ciclos de Filosofía y Teología en el Seminario Mayor de Bogotá. 
En 1974 marchó hacia Roma para cuatro años más tarde acabar licenciandóse en Teología dogmática por la Pontificia Universidad Gregoriana.
Seguidamente fue a Santiago de Chile para asistir a un curso para formadores de seminarios.
Finalmente, el 29 de noviembre de 1974 fue ordenado sacerdote para la arquidiócesis de Bogotá, por el entonces cardenal-arzobispo metropolitano, Aníbal Muñoz Duque.
Desde que fue ordenado sacerdote ha ido ocupando numerosos cargos de responsabilidad:
Vicario parroquial en la Basílica Menor de la Inmaculada Concepción de Cáqueza (1974-1976); y en la Parroquia Buen Pastor de Bogotá (1976-1977); Superior en el Seminario Menor de Bogotá (1977-1978); Profesor de Teología y miembro del equipo de formadores del Seminario Mayor de Bogotá (1980-1996); Consiliario de los Equipos de Nuestra Señora (1983-2001); Rector del Seminario Mayor de la arquidiócesis (1994-1996), rector de la Basílica Santuario del Señor Caído de Monserrate (1996), director del Centro de Estudios Pastorales Cardenal Aníbal Muñoz Duque- CEPCAM- (1996-1997); Director del Departamento de Doctrina del Secretariado Permanente del Episcopado (1996-1997); Canciller de la arquidiócesis de Bogotá (1997-2000); Rector del Templo Rectorial de San Juan de Dios de Bogotá (1997-2000), Párroco de la Parroquia de San Diego de Bogotá (2000-2002), arcipreste en la Zona Pastoral del Monasterio de la Concepción de Bogotá (2000-2002); miembro del Consejo Presbiteral de Bogotá (2000-2002); vicario episcopal de la Zona Pastoral de la Inmaculada Concepción (2001-2002).
Tras años ejerciendo su sacerdocio, el 15 de febrero de 2002, el papa Juan Pablo II le nombró obispo titular de Fesseë y Obispo Auxiliar de Bucaramanga.
Recibió su consagración como obispo el 23 de marzo de ese mismo año, a manos de Víctor Manuel López Forero, Pedro Rubiano Sáenz y Beniamino Stella.
Posteriormente, el 30 de junio de 2004 es nombrado nuevo Obispo de Zipaquirá.